# Juliette Ah-Wan
Juliette Ah-Wan (født 29. april 1981) er en seychellisk badmintonspiller. Ah-Wan har ingen større internationale resultater, og fik sin olympiske debut da hun repræsenterede Seychellerne under Sommer-OL 2008 i Beijing, Kina, hvor hun blev slået ud i første runde.

## Karriere
Som den første store succes vandt hun i 2002 de afrikanske mesterskab i bordtennis i kvindernes single. I 2007 vandt hun igen, denne gang i mixed doubles sammen med Georgie Cupidon. Ved Africa Games 2007 vandt hun en guldmedalje, og vandt Mauritius International, i 2009.

## Turneringer
| År   | Mesterskab                      | Disciplin         | Plads | Navne                              |
| ---- | ------------------------------- | ----------------- | ----- | ---------------------------------- |
| 1999 | Kenya International             | Kvindernes single | 1     | Juliette Ah-Wan                    |
| 1999 | Kenya International             | Mixed             | 1     | Georgie Cupidon / Juliette Ah-Wan  |
| 2002 | African Badminton Championships | Kvindernes singel | 1     | Juliette Ah-Wan                    |
| 2006 | Mauritius International         | Mixed             | 2     | Georgie Cupidon / Juliette Ah-Wan  |
| 2006 | Mauritius International         | Kvindernes singel | 3     | Cynthia Course / Juliette Ah-Wan   |
| 2007 | Mauritius International         | Mixed             | 2     | Georgie Cupidon / Juliette Ah-Wan  |
| 2007 | African Badminton Championships | Mixed             | 1     | Georgie Cupidon / Juliette Ah-Wan  |
| 2007 | African Badminton Championships | Kvindernes singel | 3     | Catherina Paulin / Juliette Ah-Wan |
| 2007 | African Badminton Championships | Team              | 1     | Seychellen                         |
| 2007 | African Badminton Championships | Mixed             | 1     | Georgie Cupidon / Juliette Ah-Wan  |
| 2009 | African Badminton Championships | Team              | 1     | Seychellen                         |
| 2009 | African Badminton Championships | Kvindernes singel | 2     | Juliette Ah-Wan                    |
| 2009 | African Badminton Championships | Mixed             | 2     | Georgie Cupidon / Juliette Ah-Wan  |
| 2009 | African Badminton Championships | Kvindernes singel | 3     | Catherina Paulin / Juliette Ah-Wan |
| 2009 | Mauritius International         | Kvindernes singel | 1     | Cynthia Course / Susan Ideh        |
| 2009 | Mauritius International         | Mixed             | 2     | Georgie Cupidon / Juliette Ah-Wan  |
| 2009 | Mauritius International         | Kvindernes singel | 2     | Cynthia Course / Susan Ideh        |